# Одномолекулярное секвенирование в реальном времени
Одномолекуля́рное секвени́рование в реа́льном вре́мени (англ. Single molecule real time sequencing или SMRT) — метод секвенирования ДНК нового поколения, разработанный компанией Pacific Biosciences.
Идея метода состоит в определении последовательности ДНК за счёт наблюдения за работой единичной молекулы ДНК-полимеразы в реальном времени. При этом ДНК-полимераза достраивает вторую цепь исследуемой молекулы ДНК, используя нуклеотиды, меченные различными флуоресцентными метками; регистрируя данные метки, можно понять, какой нуклеотид ДНК-полимераза встраивает в настоящий момент.

## Технология
Устройство секвенаторов данного типа позволяет наблюдать на уровне единичной молекулы за синтезом комплементарной цепи одной молекулы одноцепочечной ДНК с помощью одной молекулы ДНК-полимеразы. В этой технологии флуоресцентно меченные нуклеотиды и конфокальная микроскопия высокого разрешения позволяют секвенировать последовательность в реальном времени и одновременно для многих полимераз.

#### ZMW
В основе метода лежит использование Zero-mode waveguide (ZMW) — углублений диаметром несколько десятков нанометров, ко дну которых прикреплена единичная молекула ДНК-полимеразы. Сквозь дно в ZMW-ячейку подаётся свет. Особенность конструкции ZMW-ячейки не даёт распространяться световой волне и оставляет освещённым только объём порядка 20 цептолитров (20 × 10−21 литров) около дна ячейки. Это позволяет наблюдать флуоресценцию единичной флуоресцентной метки, пришитой к нуклеотиду, в данный момент встраиваемому ДНК-полимеразой. Соответственно к четырем типам нуклеотидов пришиты разные флуоресцентные метки, что позволяет различать их. В результате при полимеризации цепи ДНК зафиксированным в ZMW ферментом можно получить зависимость интенсивности флуоресценции от времени, из графика которой по пикам разного спектра определяется последовательность ДНК.
При секвенировании используются так называемые SMRT cells, содержащие порядка 150000 ZMW-ячеек, которые представляют собой углубления в алюминиевой плёнке, напылённой на кремниевую подложку.

#### Нуклеотиды
В данном методе используют метки (флуорофоры), пришитые к терминальной фосфатной группе нуклеотид. Такая метка меньше влияет на работу ДНК-полимеразы, что крайне важно при секвенировании в реальном времени. В процессе присоединения нуклеотида к растущей цепи ДНК метка отщепляется ДНК-полимеразой вместе с пирофосфатом. В результате этого флуорофор может диффундировать из наблюдаемого объёма и больше не влиять на регистрируемый сигнал, а нуклеотид без «довесков» встраивается в цепь ДНК. Таким образом, измеряя длительное (миллисекунды) свечение одного цвета при присоединении полимеразой меченного нуклеотида на фоне быстро диффундирующих (микросекунды) четырёх, можно определить последовательность матричной цепи ДНК.

## Преимущества метода
Метод одномолекулярного секвенирования в реальном времени даёт возможность получать очень длинные чтения (последовательности ДНК) (в среднем порядка 20000 нуклеотидов, вплоть до 60000 нуклеотидов), что облегчает дальнейший анализ данных и позволяет избежать ряд проблем, возникающих при работе с короткими чтениями. Он работает без предварительной амплификации исследуемой ДНК посредством ПЦР. Этот метод обеспечивает высокую скорость секвенирования (в теории она ограничена только скоростью работы ДНК-полимеразы). Для метода характерны высокая чувствительность и специфичность: возможность детектирования в смешанных образцах минорных вариантов с частотой встречаемости меньше 0,1 %. Он также даёт возможность секвенирования с высокой точностью. На данный момент она не очень высока (83 %), но точность можно повысить за счёт повторного секвенирования молекулы ДНК (> 99 % при 15 повторениях).

## Недостатки метода
К недостаткам метода можно отнести высокую стоимость прибора — 600000 $. Для него характерен сравнительно высокий уровень ошибок, обусловленный пересечением спектров излучения флуорофоров. Кроме того, случайное присоединение полимераз ко дну ZMW-ячейки приводит к пуассоновскому распределению числа ферментов на одну ячейку.

## Применение

### Секвенированиеde novo
Длина чтений одномолекулярного секвенирования в реальном времени сравнима или больше, чем в методе Сэнгера, что даёт возможность секвенировать геномы de novo и упрощает их сборку. Длинные чтения обеспечивают контекст, необходимый для правильного определения позиций повторов в геноме. Возможность получения длинных участков ДНК при секвенировании важна также для метагеномики: можно идентифицировать организмы в смешанных популяциях — например, в микробиоме. Поскольку для сборки генома необходимо меньшее количество прочтений одних и тех же участков, расшифровка генома таким методом требует меньших затрат. Одномолекулярное секвенирование в реальном времени было продемонстрировано на секвенировании геномов de novo в работах, посвящённых анализу вспышки кишечной инфекции в Германии в 2011 году и эпидемии холеры на Гаити в 2010 году.

### Гибридная корректировка сборки геномов
Технология секвенирования «третьего поколения» в сочетании с более старыми методами позволяет увеличить точность сборки генома. Секвенаторы «второго поколения» способны считывать геном небольшими фрагментами протяженностью 100—700 пар оснований, но такие чтения затем сложно соединить в правильном порядке. Приборы «третьего поколения» (в частности, PacBio RS компании Pacific Biosciences) могут генерировать чтения длиной до 23 тыс. пар оснований, но делают больше ошибок, чем допустимо для обычного программного обеспечения для геномного анализа. В 2011 году учёные из центра National Biodefense Analysis and Countermeasures Center (США) использовали короткие чтения, полученные в ходе секвенирования на приборах второго поколения Illumina и Roche 454, для корректировки ошибок в длинных чтениях, генерированных секвенатором PacBio RS. Протестировав разработанный алгоритм на геномах бактерии Escherichia coli и дрожжей, а также на транскриптоме кукурузы, исследователи выяснили, что точность сборки можно повысить с 83 до 99,9 %. Ученые также применили разработанный метод гибридной корректировки к сборке ранее несеквенированного генома волнистого попугайчика.
В 2012 году гибридный подход был использован для сборки генома штамма холеры, вызвавшего эпидемию на Гаити в 2010 году. Участки генома бактерии, важные с точки зрения лечения заболевания, были собраны с точностью, превосходящей 99,9 %.

### Ресеквенирование и определение геномных вариаций
Одна и та же молекула ДНК может быть независимо ресеквенирована с помощью кольцевой ДНК-матрицы и фермента, отделяющего вновь синтезированную цепь ДНК от матрицы. Это имеет важное значение для анализа и диагностики различных заболеваний. Сравнивая миллионы и миллиарды чтений с исходным текстом, можно получить полный перечень отличий изучаемого генома от «золотого стандарта». Более того, если каждая буква исходного текста проверяется многократными прочтениями, это увеличивает статистическую достоверность найденных генетических особенностей и аномалий.
Учёные компании Pacific Biosciences совместно со специалистами из других организаций использовали данный подход для обоснования гипотезы об активирующей тандемной дупликации FLT3 как терапевтической мишени при остром миелолейкозе. Данная технология также подходит для анализа транскриптома и сплайсинга, поскольку одно длинное чтение с секвенатора может содержать целую мРНК. Одномолекулярное секвенирование в реальном времени с высокой точностью позволяет детектировать однонуклеотидные полиморфизмы.

### Расшифровка эпигенома
Кинетика реакции полимеризации в ходе секвенирования даёт возможность определять ключевые эпигенетические модификации ДНК. При одномолекулярном секвенировании в реальном времени о наличии метилированных нуклеотидов судят по изменению периода до следующей вспышки, так как метилирование влияет на активность полимеразы. Этот метод уже используется для определения метиладенина, метилцитозина, а также 5-гидроксиметилцитозина. В 2012 году группа ученых использовала данный подход для анализа полного профиля метилирования 6 бактерий.

### Секвенирование РНК
Используя вместо ДНК-полимеразы обратную транскриптазу, SMRT технология позволяет секвенировать РНК. Таким способом можно одновременно детектировать последовательность, модификации оснований, перестановки, влияющие на структуру РНК. Кинетика обратной транскрипции чувствительна также к вторичной структуре РНК, которая увеличивает вероятность долгих пауз или терминации в ходе реакции. Более того, SMRT секвенирование позволяет детектировать динамику рефолдинга РНК — например, в процессе обратной транскрипции ретровирусов или во время деградации мРНК экзосомами.

## Коммерческое использование
Компания Pacific Biosciences|Pacific Biosciences коммерциализировала SMRT-секвенирование в 2011 году после выпуска второго варианта установки в конце 2010 года.
В апреле 2013 года компания выпустила новую версию секвенатора под названием «PacBio RS II», который имеет более высокую пропускную способность и даёт возможность получать более длинные чтения ДНК.
Прототип чипа SMRT содержал ~ 3000 ZMW-ячеек для параллельного секвенирования ДНК. В 2012 году были созданы SMRT cells, каждый из которых содержал около 150000 ZMW-ячеек.
Новый набор реактивов, выпущенный в 2012 году, позволил увеличить длину чтения. На данный момент средняя длина прочтения составляет около 40 000 н. п., максимальная — 100 000 н. п.